# Jackie Smith (Fußballspieler)
John „Jackie“ Smith (* 29. September 1883 in Wardley; † 17. Oktober 1916 in Frankreich) war ein englischer Fußballspieler.

## Sportlicher Werdegang
Smith spielte im Erwachsenenbereich für Hebburn Argyle, ehe er im Alter von 19 Jahren in die Football League wechselte und sich dem neu in die Meisterschaft aufgenommenen Zweitdivisionär Hull City anschloss. In der Spielzeit 1907/08 erzielte er in 37 Saisoneinsätzen 31 Tore, damit krönte er sich erstmals zum Torschützenkönig der zweithöchsten Spielklasse. In der Folge wurde er für die Auswahl der Football League nominiert, die sich mit einer Auswahl der Scottish Football League maß. Nach einer von Verletzungen überschatteten Folgesaison gelangen ihm in der Spielzeit 1909/10 32 Saisontoren in 35 Meisterschaftsspielen. Damit wurde er erneut Torschützenkönig der Second Division. Aufgrund des schlechteren Torquotienten verpasste er mit der Mannschaft einen Punkt hinter Zweitligameister Manchester City mit 53 Punkten gleichauf mit Oldham Athletic und Derby County liegend als Tabellendritter den Aufstieg in die First Division.
Im Herbst 1910 wechselte Smith zu Sheffield United in die First Division, wo er sich jedoch nicht als Stammspieler durchsetzen konnte. Nach sieben Toren in zwölf Spielen zog er kurz vor Ende der Erstligasaison 1910/11 zum im Abstiegskampf befindlichen Ligakonkurrenten Nottingham Forest weiter, mit dem er den Klassenerhalt verpasste. Anschließend lief er für den FC Nelson, York City, Hebburn Argyle und den FC Heckmondwike im Non-League football auf.
Nach dem Ausbruch des Ersten Weltkriegs schrieb sich Smith 1915 zunächst für das York and Lancaster Regiment ein und gehörte ab September 1916 der King's Own Yorkshire Light Infantry an. Er fiel wenige Wochen später während der Schlacht an der Somme.